# Chingiz Mustafayev (cantante)
Chingiz Mustafayev (Moscú, Rusia; 11 de marzo de 1991), conocido simplemente como Chingiz, es un cantautor y guitarrista franco-azerí que representó a Azerbaiyán en el Festival de la Canción de Eurovisión 2019 en Tel Aviv con la canción Truth.

## Primeros años
Chingiz Mustafayev nació en Moscú, Rusia y se trasladó a Qazax, Azerbaiyán cuando tenía seis años. Su padre era un músico aficionado y a menudo tocaba el piano, por lo que el talento musical de Chingiz viene heredado de su padre. Mustafayev estaba realmente interesado en aprender a tocar la guitarra, ya que le gustaba la música española. Así, cuando todavía era un chico joven, aprendió a tocar la guitarra y empezó a componer sus propias canciones.

## Carrera
A los 13 años, Chingiz se mudó con su madre y su hermano a Bakú, donde fue eventualmente invitado a las audiciones de la versión azerí de Idol en 2007. Mustafayev ganó la competición y pronto se convirtió en una estrella en la industria musical de Azerbaiyán. Luego, en 2012, creó la banda de música Palmas. Además, en 2013, representó a Azerbaiyán internacionalmente en New Wave, un concurso para jóvenes intérpretes de música popular, en Jūrmala, Letonia. Tres años más tarde, formó parte de The Voice of Ukraine.
Por otro lado, el 8 de marzo de 2019 se desveló que Chingiz Mustafayev representaría a Azerbaiyán en el Festival de la Canción de Eurovisión 2019, en Tel Aviv (Israel), con la canción Truth.

## Estilo musical
Mustafayev combina la música tradicional turca y azerí con influencias de corte flamenco y pop.

## Discografía
Sencillos
- "Qürbət" (2018)
- "Get" (2018)
- "Tənha gəzən" (2019)
- "Truth" (2019)